# داودا جاوارا
داودا جاوارا (انگلیسی: Dawda Jawara؛ زادهٔ ۱۶ مهٔ ۱۹۲۴ – درگذشتهٔ ۲۷ اوت ۲۰۱۹) یک سیاست‌مدار اهل گامبیا و اولین رئیس جمهور این کشور بود.